# Liên hoan phim Một thế giới
Một thế giới (tiếng Séc: Jeden svět) là liên hoan phim nhân quyền lớn nhất trên thế giới (125.947 khán giả vào năm 2018). Sự kiện này diễn ra hàng năm tại Thủ đô Praha và 36 thành phố khác của Cộng hòa Séc. Sau quá trình tuyển chọn khắt khe, những bộ phim xuất sắc sẽ được khởi chiếu chính thức tại thành phố Brussels, Bỉ và các Quốc gia khác. Liên hoan giới thiệu những bộ phim tài liệu chất lượng về các vấn đề xã hội, chính trị, môi trường, truyền thông và nhân quyền. One World trình chiếu hơn 100 bộ phim tài liệu từ khắp nơi trên thế giới và tổ chức nhiều chương trình Hỏi đáp với các nhà làm phim và các chuyên gia.

## Lịch sử
Năm 1999, nhà nhân quyền nổi tiếng Igor Blaževič phối hợp cùng tổ chức phi chính phủ Séc People in Need lần đầu tiên tổ chức Liên hoa phim Một thế giới. Trong chuỗi sự kiện, hơn 100 bộ phim tài liệu đã được trình chiếu trong chín ngày vào mùa Xuân từ khắp nơi trên thế giới. Ông đồng thời cũng là thành viên sáng lập của Mạng lưới Điện ảnh Nhân quyền, tổ chức quy tụ 33 liên hoan phim trên khắp thế giới.
Năm 2006, sự kiện này đã nhận được Sự chú ý đặc biệt từ Tổ chức UNESCO vì những đóng góp của nó trong việc giáo dục nhân quyền và hòa bình. Ba năm sau, vào năm 2009, "Một thế giới' lần đầu tiên xuất bản một cuốn cẩm nang mang tên Thiết lập Liên hoan phim Nhân quyền. Cuốn cẩm nang đưa ra những lời khuyên thiết thực cũng như các nghiên cứu điển hình về các sự kiện nhân quyền nổi bật. Chính vì thế, ngay sau khi phát hành, tác phẩm này đã thu hút sự tìm mua của rất nhiều độc giả trên toàn Thế giới.
Năm 2018 là năm thứ 20 diễn ra liên hoan phim Một thế giới. Sự kiện này kéo dài từ ngày 5 đến ngày 14 tháng 3, trong đó 128 bộ phim tài liệu và 9 dự án thực tế ảo đến từ hơn 40 quốc gia đã được giới thiệu. Trong cùng năm, "Một thế giới" và tổ chức phi chính phủ People In Need đã xuất bản cuốn sổ tay Khám phá tác động: Cách tiếp cận khán giả mới và tăng tác động. Ngay sau đó, cuốn sách này đã trở thành kim chỉ nam quan trọng cho những người tổ chức lễ hội (hoặc các sự kiện văn hóa khác), những người quan tâm về khía cạnh xã hội và tác động của công việc đối với cuộc sống của họ.
Liên hoan phim Một Thế giới được tổ chức dưới sự bảo trợ của Nhà chính khách Václav Havel, Bộ trưởng Bộ Ngoại giao Karel Schwarzenberg, Bộ trưởng Văn hóa Jiří Besser và Thị trưởng Praha Bohuslav Svoboda.
Năm 2020, Liên hoa phim đã không may mắn bị hoãn lại do lo ngại về sự bùng phát của coronavirus COVID-19.

## Các cuộc thi và giải thưởng
Chương trình của One World bao gồm ba hạng mục cạnh tranh, một loạt các hạng mục không cạnh tranh cũng như phần Tài liệu dành cho trẻ em. Hội đồng tuyển chọn của "Một thế giới" đều là những người có chuyên môn cao trong lĩnh vực nhân quyền và cả lĩnh vực điện ảnh. Họ đánh giá tập trung đồng đều cả nội dung nhân quyền và chất lượng nghệ thuật của những bộ phim. Sáu giải thưởng chính được trao cho các bộ phim chiến thắng:
- Giải thưởng cuộc thi quốc tế
- Giải thưởng cho Đạo diễn xuất sắc nhất trong Cuộc thi Quốc tế
- Giải thưởng của Ban giám khảo Václav Havel cho phim có đóng góp đặc biệt trong việc bảo vệ nhân quyền
- Giải thưởng cuộc thi tiếng Séc
- Giải thưởng cho khán giả
- Giải thưởng của Ban giám khảo dành cho sinh viên

## Giải thưởng Homo Homini
Trong lễ hội tổ chức hàng năm, tổ chức phi chính phủ People in Need cũng trao tặng Giải thưởng Homo Homini cho các cá nhân để ghi nhận những cống hiến của họ trong việc thúc đẩy nhân quyền, dân chủ và những giải pháp bất bạo động trong các xung đột chính trị. Đặc biệt, giải thưởng năm 2011 xuất sắc thuộc về mạng lưới ngầm của các bác sĩ người Syria, Tổ chức Bác sĩ Điều phối Thủ đô Đa-mát vì công việc của họ trong việc hỗ trợ các nạn nhân của bạo lực ở Syria.
Người chiến thắng Giải thưởng Homo Homini
- 1994: Sergei Kovalev
- 1997: Szeto Wah
- 1998: Ibrahim Rugova
- 1999: Oswaldo Payá Sardiñas
- 2000: Min Ko Naing
- 2001: Zackie Achmat
- 2002: Thích Huyền Quang, Thích Quảng Độ và Nguyễn Văn Lý
- 2003: Nataša Kandić
- 2004: Gheorghe Briceag
- 2005: Ales Bialatski và tổ chức Viasna của Belarus
- 2006: Svetlana Gannushkina
- 2007: Su Su Nway, Phyu Phyu Thin và Nilar Thein
- 2008: Lưu Hiểu Ba
- 2009: Majid Tavakoli và Abdollah Momeni
- 2010: Azimjan Askarov
- 2011: Các bác sĩ điều phối Đa-mát
- 2012: Intigam Aliyev
- 2013: Sapiyat Magomedova
- 2014: Souad Nawfal
- 2015: Mùa xuân đen (Cuba) : Martha Beatriz Roque Cabello, Jorge Olivera Castillo, Ángel Juan Moya Acosta, José Daniel Ferrer García, Félix Navarro Rodríguez, Iván Hernández Carrillo, Héctor Maseda Gutiérrez, Óscar Elías Biscet González, Eduardo Ricardo Linares García, Arnaldo Ramos Lauzurique
- 2016: Ủy ban Phòng chống tra tấn (Nga)
- 2017: Phạm Đoan Trang
- 2018: Francisca Ramirez
- 2019: Buzurgmehr Yorov
- 2020: Marfa Rabkova, Andrei Chapiuk, Leanid Sudalenka và Tatsiana Lasitsa